# يوليسيس جرانت

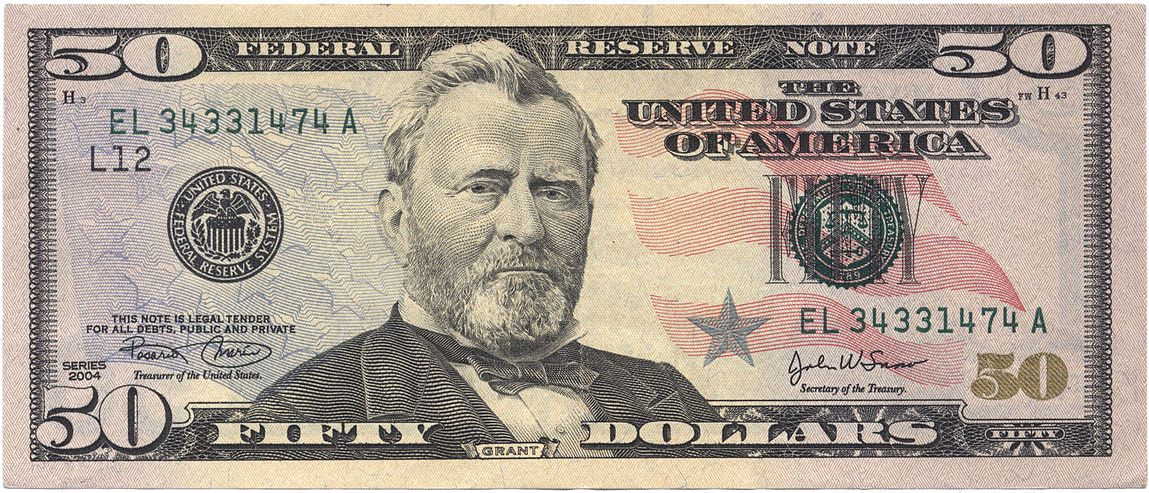
صورة الرئيس جرانت على فئة 50 للدولار الأمريكي

يوليسيس جرانت (بالإنجليزية: Ulysses S. Grant) (اسم الولادة حيرام يوليسيس جرانت، 27 أبريل 1822 – 23 يوليو 1885) هو الرئيس الثامن عشر للولايات المتحدة (1869-1877). وكان القائد العام لجيش الولايات المتحدة (1864-1869)، وعمل مع الرئيس أبراهام لينكون لقيادة جيش الاتحاد للانتصار على الكونفدرالية في الحرب الأهلية الأمريكية. طبق جرانت سياسات الكونغرس لإعادة الإعمار، وكثيرا ما اختلف في هذا الموضوع مع الرئيس أندرو جونسون خليفة لينكون. انتخب جرانت مرتين لهذا المنصب، وقاد الجمهوريين في جهودهم الرامية إلى إزالة بقايا القومية الكونفدرالية والعبودية، وحماية المواطنين السود، وأطلق العنان للتوسع الصناعي في البلاد خلال العصر الذهبي. ولتكريمه سكت عملة تحمل اسمه "عملة جرانت التذكارية" من فئة الدولار ذهبي والنصف دولار فضي.
تخرج جرانت عام 1843 من الأكاديمية العسكرية الأمريكية في وست بوينت، وخدم في الحرب المكسيكية الأمريكية وتقاعد في البداية في عام 1854، وعانى من متاعب مالية في حياته المدنية. عاد للجيش عندما بدأت الحرب الأهلية في عام 1861. سيطر جرانت على كنتاكي ومعظم ولاية تينيسي في عام 1862، وقاد قوات الاتحاد إلى النصر في معركة شيلوه، واكتسب سمعة بكونه قائدا هجوميا. أدرج جرانت العبيد السود المشردين في جهود الاتحاد الحربية. في يوليو 1863، قاد جرانت سلسلة من المعارك المنسقة، وهزم الجيوش الكونفدرالية واستولى على مدينة فيكسبورج، ومنح الاتحاد السيطرة على نهر المسيسيبي وقسم الكونفدرالية إلى قسمين. وبعد انتصاراته في حملة تشاتانوغا، رقاه الرئيس لينكولن لرتبة فريق وقائد عام لجيش الولايات المتحدة في مارس 1864. وواجه نظيره روبرت إدوارد لي في سلسلة من المعارك الدموية، وحاصر جيش لي في دفاعهم عن ريتشموند. قاد جرانت سلسلة من الحملات المدمرة في أماكن أخرى. استسلم لي لجرانت في أبوماتوكس في أبريل 1865 ما أنهى الحرب. وقد أشاد المؤرخون بعبقرية جرانت العسكرية، وأدخلت استراتيجياته في كتب مدارس التاريخ العسكري، ولكن أقلية من المؤرخين تؤكد أنه انتصر بالقوة الغاشمة وليس بالتكتيكات والمناورات.
بعد الحرب الأهلية، أشرف جرانت على عمليات الجيش لإعادة إعمار الولايات الكونفدرالية السابقة. انتخب رئيسا في عام 1868 وأعيد انتخابه في عام 1872، وعمل على استقرار الأمة خلال فترة إعادة الإعمار المضطربة وحاكم أعضاء جماعة كو كلوكس كلان، وفرض القوانين المدنية وحقوق التصويت باستخدام الجيش ووزارة العدل. استعان جرانت بالجيش لبناء الحزب الجمهوري في الجنوب معتمدا على الناخبين السود، والسكان الجدد من الشمال (وكانوا يدعون كاربت باغرز carpetbaggers)، وأنصاره من البيض الجنوبيين (وكانوا يدعون سكالاواغز scalawags). تم حرمان بعض زعماء الكونفدرالية السابقين، واكتسب الجمهوريون الأغلبية وانتخب السود إلى الكونغرس والمناصب رفيعة المستوى. ولكن في فترة ولايته الثانية، تشرذمت تحالفات الحزب الجمهوري في الجنوب وهزمت واحدة تلو الأخرى واستعاد البيض المحافظون السيطرة بالإكراه والعنف. قلصت سياسة السلام الهندية التي اتبعها أعمال العنف عبر الحدود، ولكن أبرز حدث فيها كانت حرب سيوكس العظمى العام 1876، حيث قتل جورج أرمسترونغ كاستر وفوجه في معركة لتل بيج هورن. رد جرانت على عدة اتهامات بالفساد في المناصب التنفيذية أكثر من أي رئيس آخر في القرن التاسع عشر.
وفي السياسة الخارجية، سعى جرانت لزيادة التجارة والنفوذ الأميركيين، ويبقى في ذات الوقت في سلام مع العالم. ونجحت إدارته بحل مطالب ألاباما بموجب معاهدة واشنطن مع بريطانيا العظمى، وأنهت توترات الحرب. كما تجنب الحرب مع اسبانيا على مسألة فرجينيوس، ولكن الكونغرس رفض مسعاه لضم جمهورية الدومينيكان. في السياسة التجارية، طبقت إدارة جرانت معيار الذهب وسعى لتعزيز الدولار. تصاعدت الاتهامات بالفساد خلال فترة ولايته الثانية، وفي ذات الوقت لم تؤتي خططه أكلها لكبح أزمة ذعر العام 1873 على المستوى الوطني ووقف الكساد الصناعي الذي استمر لخمس سنوات ما رفع معدلات البطالة، وخفض الأسعار والأرباح وأدى إلى الإفلاس. غادر جرانت منصبه في 1877 وانطلق في جولة حول العالم لمدة عامين ما ساعد بشكل كبير في إثبات حضور الولايات المتحدة في الخارج وجذب اهتمام الأمم لها.
لم ينجح جرانت في تأمين ترشيح الحزب الجمهوري لولاية ثالثة في انتخابات العام 1880. كما واجه أيضا انتكاسات مالية شديدة وكان يحتضر بسبب سرطان الحنجرة، فقام بإكمال مذكراته التي أصبحت عملا أدبيا كبيرا وحققت نجاحا ماليا. وأججت وفاته في عام 1885 المشاعر الفياضة اتجاه الوحدة الوطنية. وقد تنوعت آراء المؤرخين بحياة جرانت وإرثه بشكل كبير على مر السنين. وكانت آراء المؤرخين الأوائل سلبية عن رئاسة جرانت، وغالبا ما ركزوا على اتهامات الفساد ضد مساعديه. وبدأ هذا الاتجاه يتغير في أواخر القرن العشرين، ووضعوه في مرتبة أقل من المتوسط بين الرؤساء، ولكن البحوث الحديثة، والتي تركز على إطار الحقوق المدنية، قيمت إدارته بصورة أكثر إيجابية.

## النشأة وتعليمه

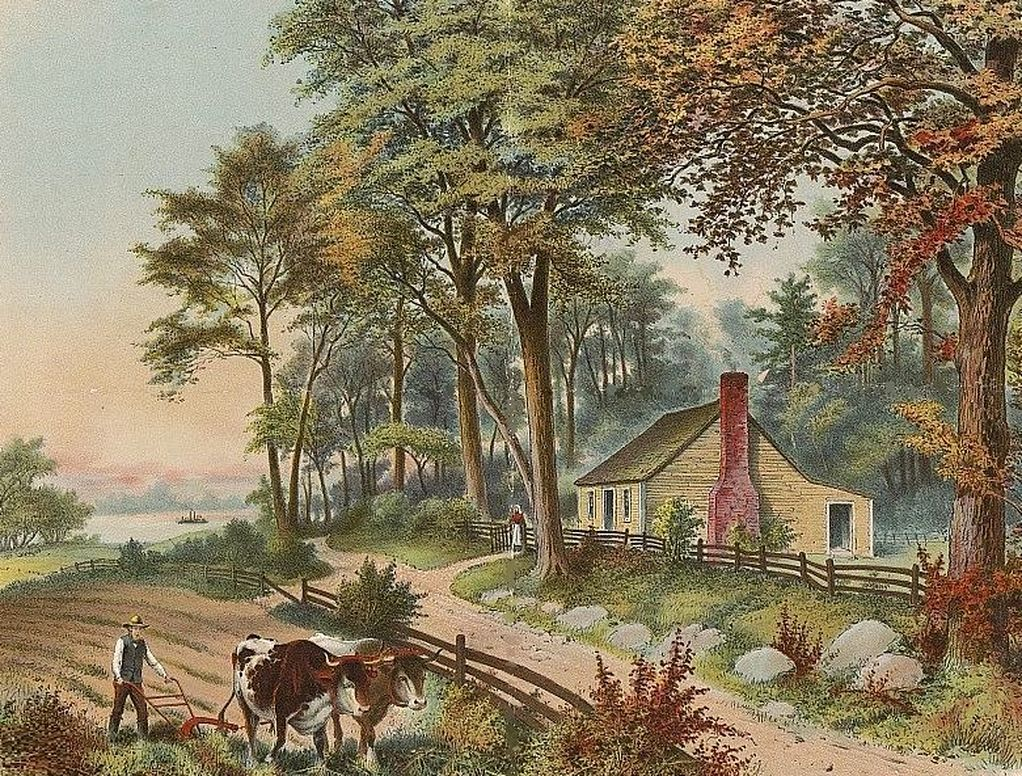
رسم ملون لمكان ميلاد يوليسيس جرانت

وُلد هيرام يوليسيس جرانت في بوينت بليزانت، بأوهايو في 27 أبريل 1822، لوالده جيسي روت جرانت، الذي كان دباغًا وتاجرًا، ووالدته هانا سيمبسون جرانت. وصل أسلافه ماثيو وبريسيلا غرانت على متن السفينة ماري وجون في مستعمرة خليج ماساتشوستس في عام 1630. قاتل جد غرانت في الحرب الفرنسية والهندية، وعمل جده نوح في الثورة الأمريكية في بونكر هيل. بعد ذلك، استقر نوح في ولاية بنسلفانيا وتزوج من راشيل كيلي، ابنة رجل أيرلندي بارز. كان ابنهم جيسي (والد يوليسيس) مؤيدًا لحزب ويغ ومناصرًا متحمسًا بشأن إلغاء عقوبة الإعدام. انتقل جيسي غرانت إلى بوينت بليزانت في عام 1820 حيث وجد عملًا (رئيس عمال في مدبغة).
سرعان ما قابل زوجته المستقبلية هانا، وتزوجا في 24 يونيو 1821. كانت هانا من نسل المهاجرين البريسبيتيريين من باليغاولي في مقاطعة تيرون، أيرلندا.  بعد عشرة أشهر من زواجها، أنجبت هانا يوليسيس الطفل الأول لها ولجيسي. اختاروا اسم الطفل يوليسيس عبر القرعة بأوراق موضوعة في قبعة. إكرامًا لحماه، أعلن جيسي أن اسم الولد سيكون هيرام يوليسيس بالرغم من أنه سيظل يدعوه يوليوس.

## حياته العائلية
ولد أوليسيس جرانت في بليزانت بوينت، أوهايو في 27 أبريل، 1822. وكان والده جيسي روت جرانت (1794-1873) رجل أعمال من أصل إنجليزي، من عائلة فقيرة. وكانت والدته هانا سيمبسون جرانت (1798-1883) من أصول اسكتلندية. في خريف عام 1823، انتقلت عائلته إلى قرية جورج تاون في مقاطعة براون، أوهايو. تربى جرانت في كنف عائلته التابعة للكنيسة للميثودية.

## روابط خارجية
- يوليسيس جرانت على موقع الموسوعة البريطانية (الإنجليزية)
- يوليسيس جرانت على موقع إن إن دي بي (الإنجليزية)

## بيبلوغرافيا
- Bonekemper، Edward H. (2004). A Victor, Not a Butcher: Ulysses S. Grant's Overlooked Military Genius. Washington: Regnery. ISBN:0-89526-062-X. مؤرشف من الأصل في 2020-02-07.